# موتبی
موتبی (به انگلیسی: Mautby) یک روستا و محله مدنی در بریتانیا است که در Great Yarmouth واقع شده‌است. موتبی ۱۶٫۶۰ کیلومتر مربع مساحت و ۳۸۳ نفر جمعیت دارد.